# 1794년 미국 하원의원 선거
토머스 제퍼슨의 농민 민주주의 아이디어들로 인해, 민주공화당은 서부에서 더 많은 의석수를 획득한다

## 선거 결과
| 정당       | 의석 수 |
| ---------- | ------- |
| 민주공화당 | 59석    |
| 연방당     | 47석    |
| 합계       | 105석   |